# U-1 (1906)
U-1 — подводная лодка (ПЛ) Императорских военно-морских сил Германии. Стала первой ПЛ, введённой в боевой состав германского флота; являлась одной из наиболее удачных подлодок своего времени. В строю с декабря 1906 года. Во время Первой мировой войны была учебной подлодкой. Сохраняется по настоящее время.

## Предыстория
На рубеже XIX и XX веков руководство кайзеровского флота достаточно скептически относилось к боевым возможностям подводных лодок. Это привело к некоторому запаздыванию в постройке ПЛ по сравнению, например, с Францией. Показательно, что первыми построенными в Германии подводными лодками стали три ПЛ типа «Карп», заказанные Россией в 1904 году.

Лишь в 1904 году был выдан заказ на проектирование и постройку первой немецкой подлодки. К этому времени существовавшие у других европейских держав ПЛ уже успели в достаточной степени проявить как достоинства, так и недостатки. Например, применявшиеся на французских ПЛ бензиновые двигатели внутреннего сгорания были признаны ненадёжными и крайне пожароопасными. 

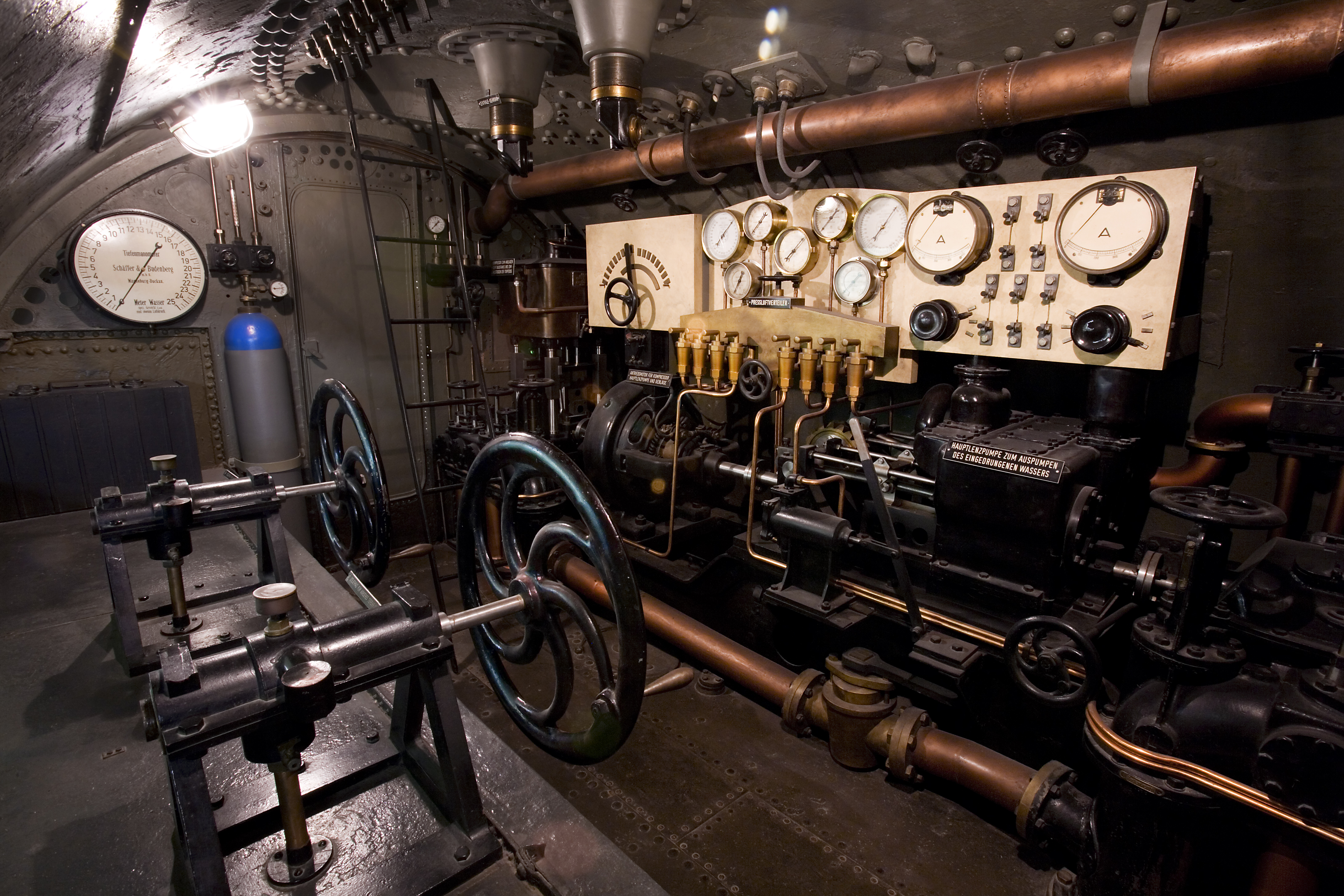
Центральный пост управления U-1

 Поэтому немецкие проектировщики постарались максимально воплотить в проекте своей первой ПЛ новые достижения в кораблестроении. Это выразилось, в частности, в использовании керосина, гораздо менее пожароопасного, нежели бензин. В начале 1907 года германский морской министр («отец-основатель» немецкого дредноутного флота) гросс-адмирал А. фон Тирпиц заявил:
«Франция построила много подводных лодок, но все те, которые спущены до 1905 года, не имеют никакого военного значения... Мы не хотели применять слишком опасные бензиновые двигатели. Но как только керосиновый двигатель стал пригодным для эксплуатации, мы построили судно, которое полностью отвечает нашим задачам, вместо того, чтобы иметь сейчас в портах 30 или 40 негодных судов
Тем не менее, за основу дизайна корпуса подлодки была взята французская схема, выработанная конструктором М. Лобефом, которая впоследствии стала типичной для всех мировых ПЛ — двухкорпусная, с лёгким внешним и прочным внутренним корпусами. Электромоторы были также образца, разработанного французскими конструкторами.

## Постройка
ПЛ строилась на верфи «Германия» в Киле. Она была спущена на воду 4 августа 1906 года, вошла в строй 14 декабря того же года. Два керосиновых двигателя развивали мощность 400 л.с., такую же мощность развивали электромоторы. Дальность хода при скорости 10 узлов в надводном положении составляла 1500 миль (~2850 км). Под водой лодка могла пройти 50 миль (~80 км) при скорости 5 узлов. Вооружение составлял всего один торпедный аппарат с боезапасом три торпеды. ПЛ могла брать в дополнение к торпедам также одну мину заграждения. Артиллерийского вооружения лодка не имела. Несмотря на столь скромные по сравнению с последующими типами ПЛ характеристики U-1 была одной из наиболее удачных подводных лодок первого десятилетия XX века.

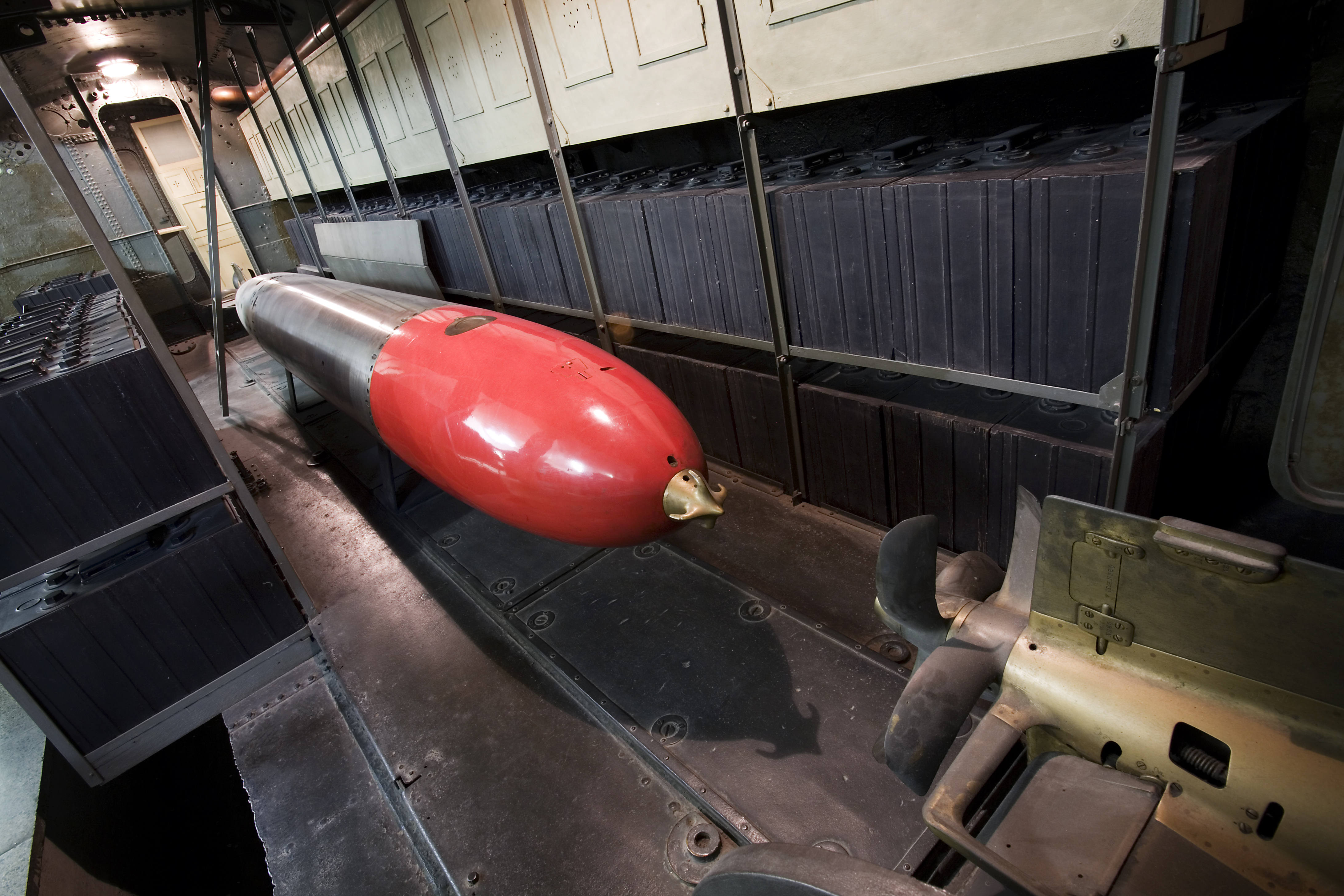
Торпедный отсек лодки; за торпедой видны аккумуляторные батареи

## Служба
До начала Первой мировой войны U-1 находилась в боевом составе флота. Однако с началом войны она оказалась уже морально устаревшей ввиду стремительного развития подводных лодок и появления их более прогрессивных типов. Поэтому она была переведена в учебную флотилию и оставалась в её составе практически всю войну. Непосредственно в боевых действиях лодка не участвовала.
После поражения Германии U-1 была списана (в декабре 1919 года) и выкуплена верфью «Германия», на которой была построена. Лодка была установлена в качестве корабля-мемориала на этой верфи. В 1921 году ПЛ была передана Немецкому музею достижений естественных наук и техники в Мюнхене и отправлена в этот город. По условиям Версальского мирного договора 1919 года у U-1 была срезана одна сторона. Во время Второй Мировой войны U-1 была повреждена во время бомбардировки, но после войны отремонтирована. Лодка доступна для обозрения по настоящее время.